# Bratři Kipové
Bratři Kipové (1902, Les frères Kip) je dobrodružný detektivní román s vědeckofantastickým motivem francouzského spisovatele Julesa Verna z jeho cyklu Podivuhodné cesty (Les Voyages extraordinaires).

## Obsah románu
Dílo, které autor vytvořil téměř na sklonku života, vypráví dramatický příběh dvou nevinně odsouzených holandských námořníků bratří Kipů z Groningenu odsouzených za údajnou vraždu k smrti. Karl a Pieter Kipové jsou po ztroskotání lodi Wilhelmina zachráněni brigou James Cook kapitána Harryho Gibsona, která se v osmdesátých letech 19. století plavila mezi Novým Zélandem a Tasmánií. Loďmistr Flig Balt a jeho komplic Vin Mod se však chtěli spolu s dalšími darebáky z posádky zmocnit lodě pro pirátské účely. Kapitána Gibsona zavraždili a Flig Balt převzal velení lodi. Kvůli jeho neschopnosti se však loď dostala v bouři do nebezpečí. Naštěstí byli na palubě bratři Kipové, vynikající námořníci, kteří loď dovedli bezpečně do přístavu v tasmánském městě Hobart a také společně se zbytkem posádky zabránili zločincům zmocnit se lodi. V Hobartu byli zločinci postaveni před námořní soud. Ovšem na základě křivého svědectví Vina Moda nařkl Flig Balt bratry Kipy z vraždy kapitána Gibsona a bratři, kteří nebyli schopni svou nevinu prokázat, byli odsouzeni k smrti. Bezúhonný a čestný dřívější život obou odsouzenců přiměl rejdaře lodi Hawkinse, aby začal klubko justičního omylu rozmotávat. Nejprve dosáhl toho, že byl bratrům trest smrti změněn na doživotní nucené práce na galejích, a posléze překvapivým důkazem usvědčil skutečné vrahy. Tímto důkazem se stala fotografie mrtvého kapitána Gibsona, kterou pořídil syn zavražděného Nat Gibson, vášnivý fotograf. Při zkoumání zvětšeniny fotografie lupou si Nat všiml, že na fotografii je zřítelnicemi vidět sítnice mrtvého a na ní že jsou zachyceni skuteční vrahové Flig Balt a Vin Mod. Obraz byl zachován díky látce zvané zrakový purpur či oční purpur. Fotografie sítnice vedla k osvobození nespravedlivě odsouzených bratří Kipů. Skutečne pachatele dostihne osud dříve než pozemská spravedlnost. 

## Ilustrace
Původní román Les frères Kip vydaný v roce 1902 v Paříži (nakl. Hetzel) ilustroval George Roux.

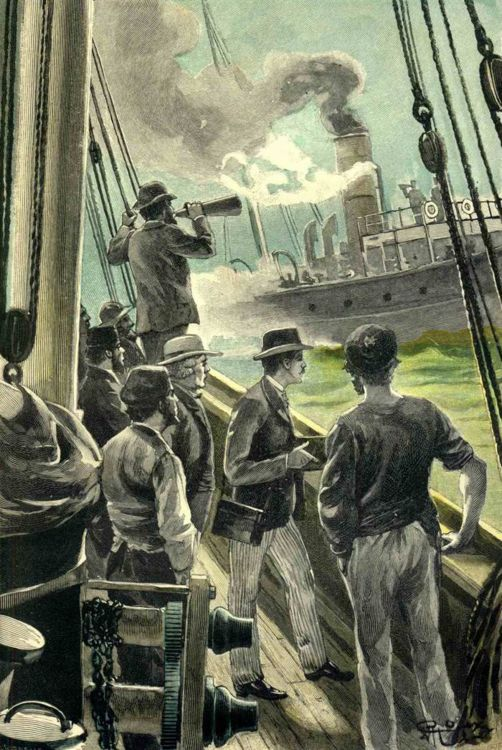
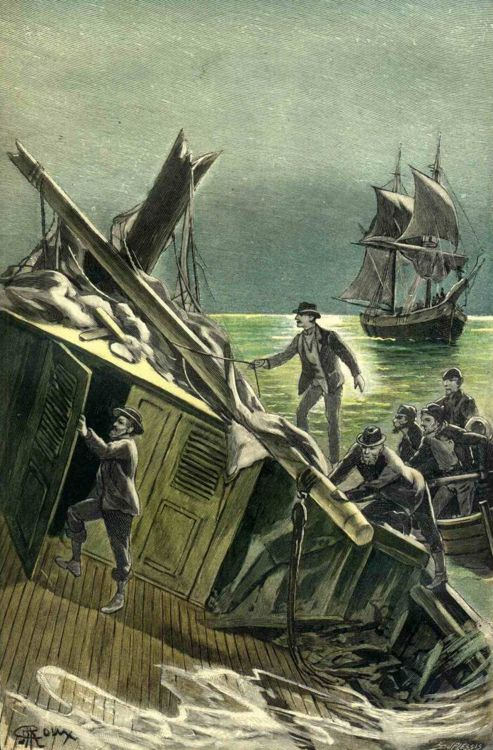
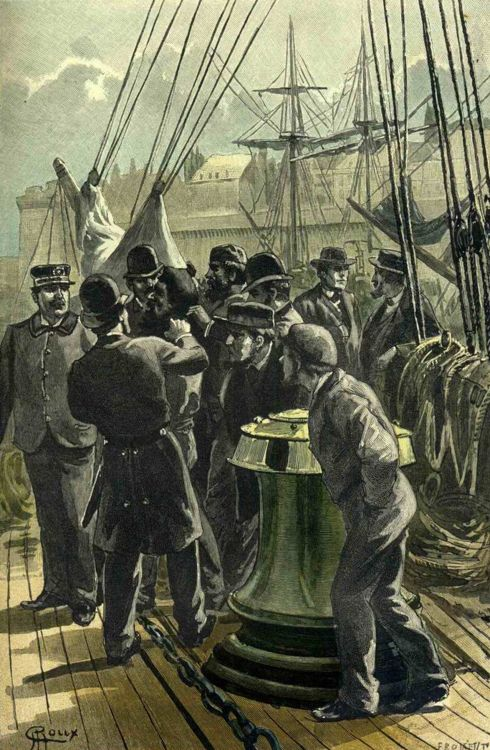
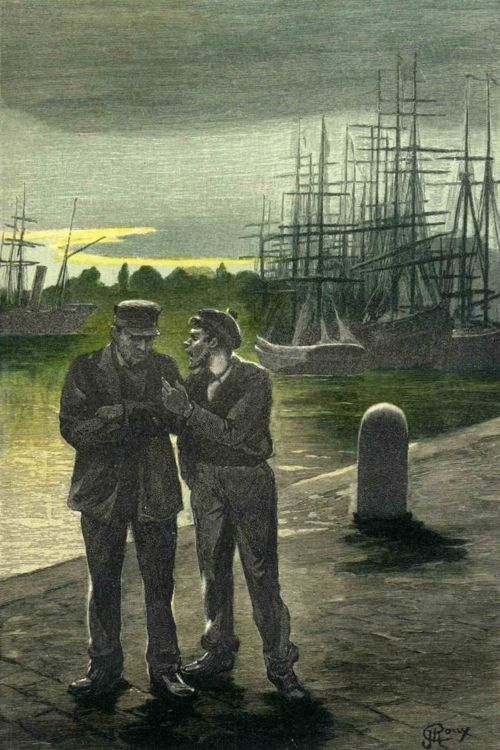

## Česká vydání
- Bratři Kipové. Přeložil Vítězslav Unzeitig. Praha: Bedřich Kočí: Edvard Beaufort, 1910. 2 svazky, 1. 72 s., 2. 70 s., 2 s. Edice Dobrodružné romány Julia Verna, sv. 47–48.
- Bratři Kipové. Přeložil Vítězslav Unzeitig. Brno: Nové illustrované listy (vyd. Vilém Burkart), 1911. 176 s. [Příloha k čís. 8 Nov. ill. listů, roč. 1911.]
- Bratři Kipové. 1. vyd. Přeložil Stanislav Lyer. Ilustroval Jaromír Vraštil. Praha: Albatros, 1973. 219 s. Edice Podivuhodné cesty, sv. 25.
- Bratři Kipové. V tomto provedení 1., nezkrác. vyd. Přeložil Vítězslav Unzeitig. Ilustrace George Roux, Léon Benett. Brno: Návrat, 2002. 362 s. ISBN 80-7174-485-9.
- Bratři Kipové. 1. vyd. v edici Svět Julese Vernea. Přeložil Vítězslav Unzeitig. Ilustrace George Roux, Paul-Dominique Philippoteaux, Léon Benett. Žalkovice: Nakl. Josef Vybíral, 2016. 345 s. Edice Svět Julese Vernea. ISBN 978-80-88098-11-9.
- Bratři Kipové, Praha: Omega 2022. Přeložil Vítězslav Unzeitig.